# Philodendron distantilobum
Philodendron distantilobum är en kallaväxtart som beskrevs av Kurt Krause. Philodendron distantilobum ingår i släktet Philodendron och familjen kallaväxter. Inga underarter finns listade.